# Харрис, Сьюзан
Сьюзан Харрис (англ. Susan Harris; род. 28 октября 1940) — американский телевизионный сценарист и продюсер, лауреат премии «Эмми».
Сьюзан Харрис за свою карьеру создала более десяти комедийных сериалов, самый успешный из которых «Золотые девочки», транслировавшийся с 1985 по 1992 год и выигравший несколько премий «Эмми». Первым успешным проектом Харрис стал ситком «Мыло» (1977—1981), который она создала и была сценаристом каждого из эпизодов. Она выпустила спин-офф «Мыла» — «Бенсон» (1979—1986), просуществовавший в эфире дольше своего предшественника. Также большим успехом в её карьере стал ситком «Пустое гнездо» (1988—1995), спин-офф «Золотых девочек», созданный Харрис.
Синдром хронической усталости, выявленный врачами у Харрис в начале девяностых, привел к тому, что она стала менее активно заниматься своими проектами. В последние годы она проживает в Лос-Анджелесе со своим мужем, с которым у неё пятеро детей и четыре внука.